# Josef Salminger
Josef Salminger (* 5. März 1903 in München; † 1. Oktober 1943 bei Klissoura in Epirus, Griechenland) war ein deutscher Oberst der Gebirgstruppe der Wehrmacht und für Kriegsverbrechen im Zweiten Weltkrieg verantwortlich.

## Im Zweiten Weltkrieg
Wie sein früherer Vorgesetzter Schörner sah auch Salminger in Adolf Hitler den Retter Deutschlands und ließ seiner Begeisterung für den „Führer“ freien Lauf: „Dieses Regiment ist nicht bloß ein deutsches Regiment, es ist ein Hitler’sches Regiment!“
Oberstleutnant Josef Salminger, der das Gebirgsjäger-Regiment 98 befehligte, beteiligte sich am Massaker von Mousiotitsa. Am 25. Juli 1943 wurden dort 153 Männer, Frauen, Kinder und Greise im Alter von 1 bis 75 Jahren niedergemetzelt. Am 14. August ging an OLt Josef Salminger, die Weisung, sich für einen „Überraschungsangriff“ auf das griechische Dorf Kommeno vorzubereiten. Am Abend des 15. August 1943 hielt Salminger eine feurige Rede an seine Soldaten, tags darauf, am 16. August 1943, kurz vor Sonnenaufgang, nahmen die Soldaten der 12. Kompanie des 98. Gebirgs-Jäger-Regiments der 1. Gebirgs-Division von Oberleutnant Willibald „Willy“ Röser ihre Befehle entgegen. Bei dem folgenden Blutbad ermordeten die bayrischen Gebirgsjäger 317 Menschen unterschiedlichen Alters, Männer wie Frauen, des Dorfes Kommeno. Bei diesem Massenmord hatte Major Reinhold Klebe die „operative“ Leitung inne.
Am 1. Oktober 1943 geriet Salminger auf dem Rückweg nach Ioannina in einen Hinterhalt und wurde von EDES-Partisanen erschossen.
Noch am gleichen Tag rief Salmingers Vorgesetzter, der Kommandierende General des XXII. Gebirgs-Korps und General der Gebirgstruppe Hubert Lanz, in seinem Korps-Tagesbefehl vom 1. Oktober 1943 zu „einer schonungslosen Vergeltungsaktion“ auf. Daraufhin wurde am 3. Oktober 1943 das Bergdorf Lyngiades von der 1. Gebirgs-Division niedergebrannt, wobei 82 Dorfbewohner ermordet wurden.
Josef Salminger erhielt mehrere Auszeichnungen, darunter das Ritterkreuz des Eisernen Kreuzes am 31. August 1941, den Stern von Rumänien IV. Klasse mit Schwertern am 1. November 1941, die Medaille Winterschlacht im Osten 1941/42 am 1. August 1942 und das Deutsche Kreuz in Gold am 9. Oktober 1942.